# Ihor Volodymyrovyč Podolčak

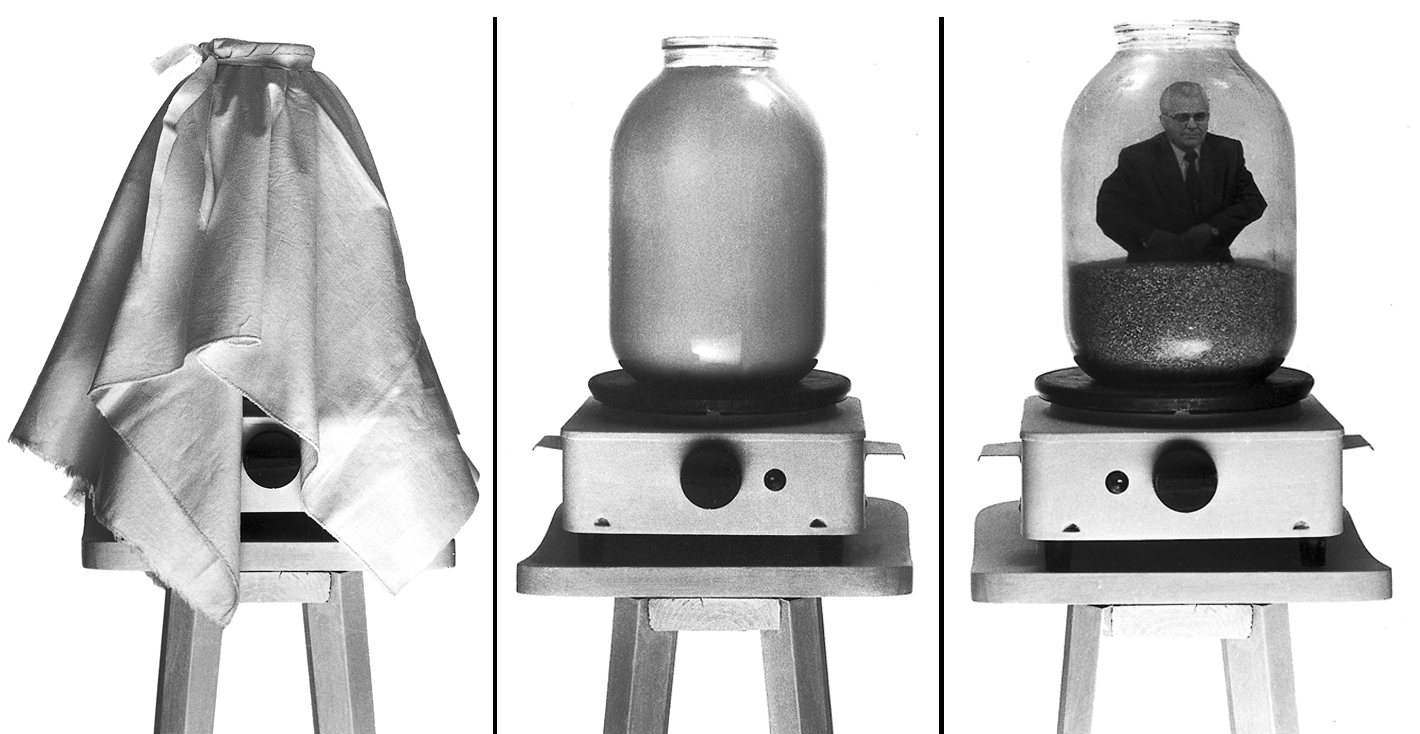
Mausoleum for President, umělecký předmět z nadace Mazocha v Národním muzeu umění Ukrajiny, 1994

Ihor Volodymyrovyč Podolčak (* 9. dubna 1962, Lvov) je ukrajinský režisér, scenárista, producent, výtvarník a kurátor moderního umění, člen Ukrajinské filmové akademie. Účastník a laureát mnoha mezinárodních uměleckých výstav na Ukrajině i v zahraničí. Spoluzakladatel kreativního sdružení „Nadace Mazocha“ a spoluautor všech jeho uměleckých akcí a projektů. Žije a pracuje v Lodži a Lvově. Představitel nové vlny.

## Životopis
Narodil se 9. dubna 1962 ve Lvově v rodině intelektuálů, otec byl vzděláním historik, matka pracovala jako novinářka. Má dceru Olgu. V roce 1979 absolvoval Lvovskou střední školu č 9. Ve stejném roce vstoupil na fakultu "Interiér a vybavení" Lvovského státního institutu užitého a dekorativního umění (nyní Lvovská národní akademie umění), kterou absolvoval s vyznamenáním v roce 1984. Oleg Tistol, Pavlo Kerestei a Mykola Macenko studovali společně s Podolčakem. V letech 1984–1985 sloužil u pohraničních jednotek, v letech 1985–1986 pracoval v Uměleckém fondu Svazu umělců Ukrajiny. Od roku 1986 působí jako umělec na volné noze, filmový režisér a kurátor současného umění. Zúčastnil se mnoha mezinárodních výstav po celém světě, řadu z nich vyhrál, zorganizoval a uskutečnil řadu mezinárodních výstav na Ukrajině i v zahraničí. Po založení v roce 1991 Mazocha Foundation spolu s Ihorem Duryčem aktivně pořádá různé umělecké akce na Ukrajině, v Německu a Rusku. Od roku 1997 se zabývá komplexním designem vizuální a obrazové složky politických předvolebních kampaní na Ukrajině a v Rusku. Od roku 2006 se věnuje psaní scénářů, natáčení a produkci filmů. Dva celovečerní celovečerní filmy (Las Meninas, Delirium) a jeden krátký (Kolotoč) režíroval.
V roce 2014 časopis Forbes Ukraine uznal Ihora Podolčaka jako jednoho z 10 nejvýznamnějších filmových režisérů Ukrajiny.

## Umělecká kreativita
Podolčak pracuje v různých typech a žánrech výtvarného umění – malba, grafika, fotografie, videoart, umělecké akce. Na začátku jeho kariéry převažovala grafika. Od počátku 90. let minulého století aktivně zapojuje do své činnosti téměř všechny žánry výtvarného umění, od poloviny 90. let výtvarné akce a performance, od konce 90. let videoart.

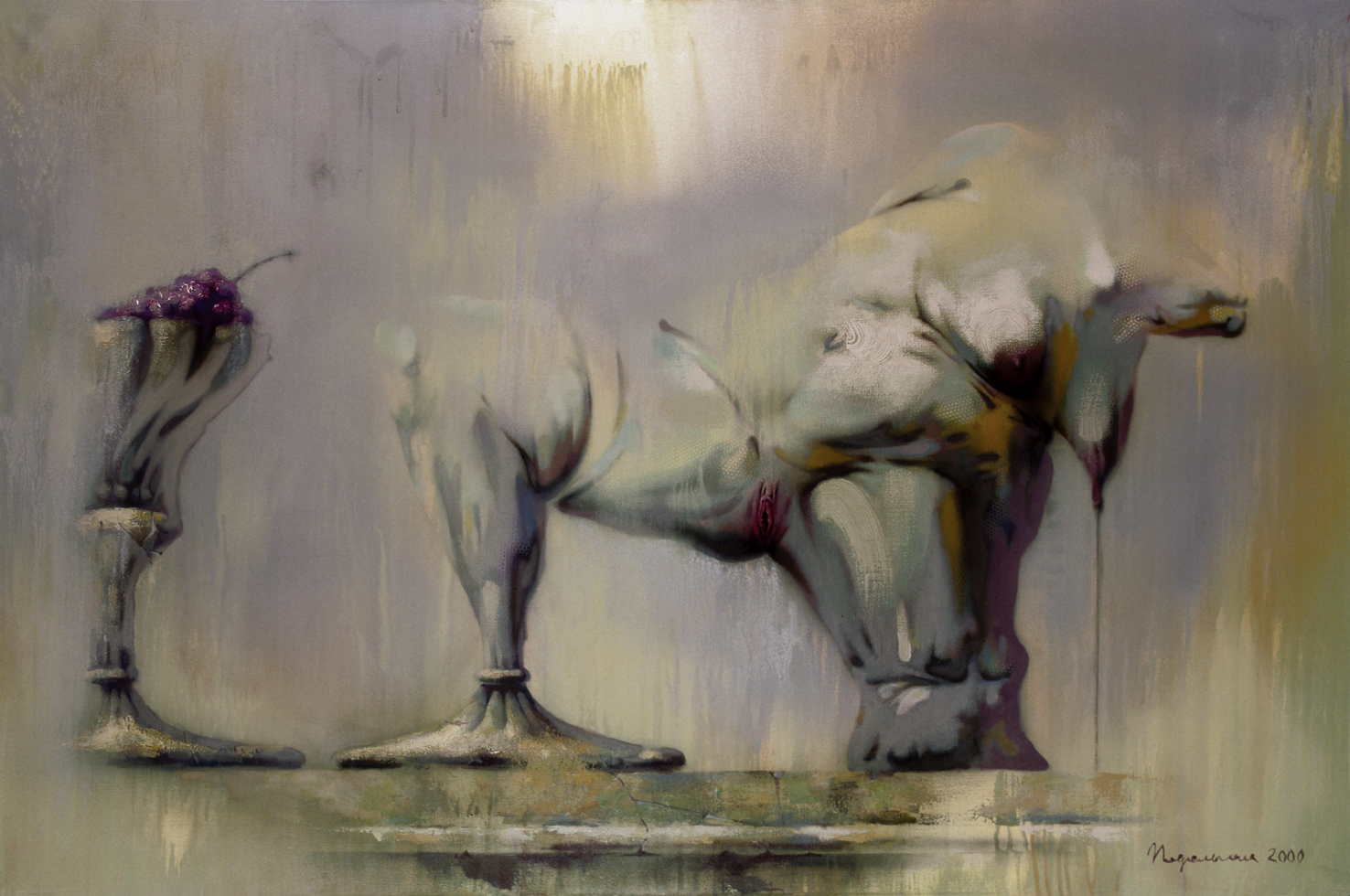
Bez názvu, 1995, akryl na plátně, 80×120 cm

V centru Podolčakovy tvorby je lidské tělo v jeho různých projevech, vztazích s jinými těly, v různých stavech a stádiích rozkladu. V uměleckém rozvíjení tématu rozkladu se objevují pouze dva druhy hmoty, dva specifické útvary „masa“ – lidské a architektonické. Jsou to oni – zásobníky různých druhů energií, kombinace různých sémiotických kódů – nejzřetelněji demonstrují projevy regresivních sil. Sklon k proměnám rozkladu odhaluje a zvláštním způsobem mytologizuje „tělesnost“ těchto dvou organismů a nestálost pohledu na jejich vztah v tomto stavu (oscilace od alegorie k thrilleru), neustále zdokonaluje ikonografii Podolčakovy estetika jako celek. V kaleidoskopu inverzí, v kulturním „za zrcadlem“ není deformován princip jejich vztahu, ale forma, kterou tyto vztahy nabývají. Nově organizovaná komunikační schémata jsou lokalizována do oblasti zkoumání okrajového prožívání fyziologických požitků, které narušují nebo zcela ignorují kopulační cyklus sexuálního aktu. Stylisticky vzorec vytříbené groteskní estetiky reprodukuje vnitřní spojení s tendencemi fúze smrti a slasti („thanatický hédonismus“) v evropském baroku. V jistém smyslu se jedná o zkreslenou, autoskopickou halucinaci, jejíž kreativní realizací je představa jakéhosi „zátiší“ podvědomých zakázaných tužeb a temných pocitů. Figurální struktura těchto „zátiší“ obsahuje nejen prostopášnou kuriozitu milostných hrátek somnabulů, jejichž děsivá erotika přesahuje stereotypní chápání násilí a sexu, ale také propracovanost fantastických architektonických prostorů, které jsou rovněž postiženy chátráním.. Uzavřenost postav k sobě samým lze vnímat jako reflektivní sebeuvědomění způsobené akutním prožíváním slasti skrze bolest. Zdá se, že Podolčak zachycuje tento okamžik vrcholící rozkoše z tělesnosti, činí ji nekonečnou, čímž odsuzuje své zhýralé hrdiny k celoživotní osamělosti. Přitom takový obsáhlý hédonismus, který se nezastaví před ničím, deklaruje naprosté popření existence oběti, rozvíjí její (hédonismus) slavnostnost (rituálnost) a teatrálnost s Podolčakovem charakteristickým vtipem a nádherou.

### Malba a kombinovaná technika
V Podolčakově malbě se hlavními motivy stal problém tělesnosti, především otázka zkoumání cizího těla. Člověk je umělcem redukován na tělesnou úroveň a totéž tělo se proměňuje v objekt – objekt postrádající všechny druhy psychologických atributů.

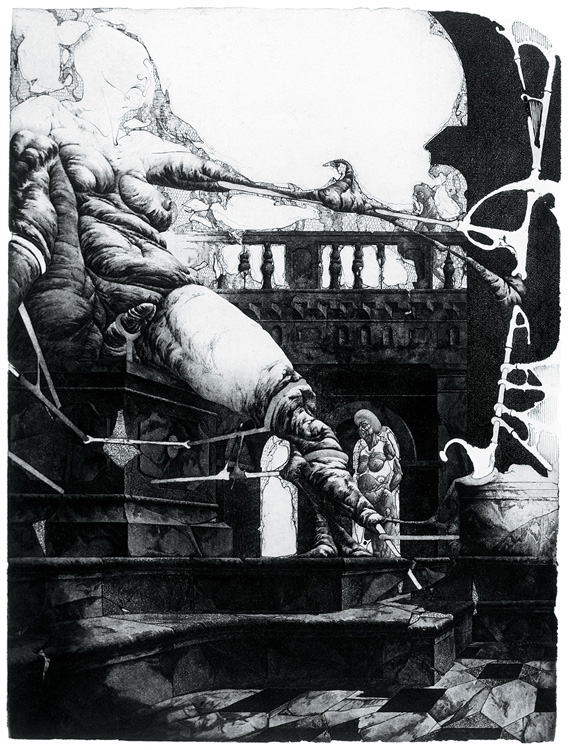
Velký hermafrodit. 1994, lept, 58×44 cm

Do začátku 90. let používal v malbě olejovou barvu, obrazy byly většinou malých formátů (do 1 m), později pouze akryl a plátno, formáty výrazně přibývaly (do 2,5 m). Smíšená technika – konvenční název unikátní technologie, kombinace monotypie a malby akrylem na papír s následným lepením na plátno. Do poloviny 90. let vystavoval díla vyrobená touto technikou pod pseudonymem O. Serdjuk.

### Grafika
Nezávislé grafice se autor věnuje od roku 1981. Ve svých dílech používá techniku leptu, akvatinty, rytiny, slepého leptu a suché jehly. Zpravidla všechny tyto techniky kombinuje, dosahuje mimořádné hloubky černé, široké škály šedé, různých textur a reliéfů. Pracuje na zinkových deskách. Formát děl se liší od miniaturních (2×3 cm) až po velká díla (50×40 cm), pro techniku hlubotisku nezvyklá.

### Fotografie

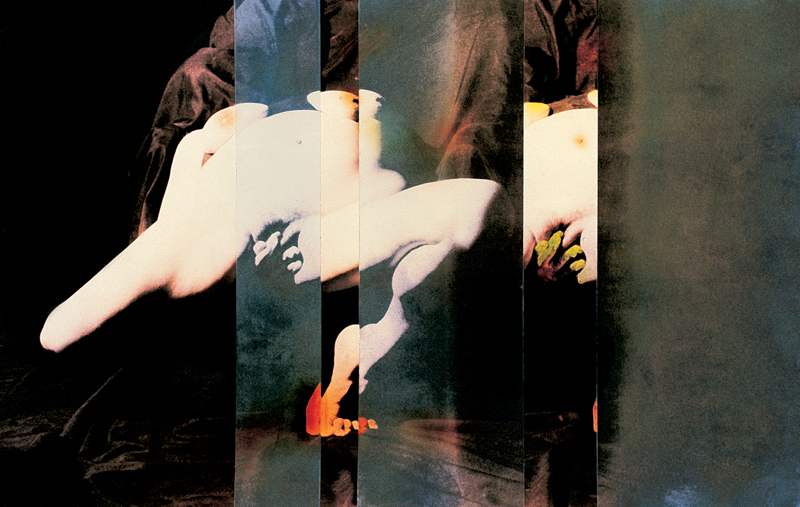
Bez názvu. 1995, kolorovaná černobílá fotografie

Fotografii se začal věnovat během studia na ústavu. Do roku 1996 vystavoval fotografie pod pseudonymem Hor Hory. Byly to většinou černobílé fotografie, tónované nebo kolorované anilinovými barvami. Později začal používat techniku solarizace. Od roku 2000 začal fotografovat barevně. Fotografování je vždy inscenované a probíhá ve studiu. Fotografuje jak modely, tak zátiší. Používá středoformátový fotoaparát Mamiya RB67 s různou optikou. Často používá barevné světlo. Formát děl se liší od 15 cm až 1 m na delší straně. Podolčakovy fotografie byly publikovány v různých fotografických publikacích: elitářských (Scenario, The Art Photography Magazine, Velká Británie), fetišských (Tajemství, Belgie) a prakticky pornografických (Nu, Itálie).

### Umělcova kniha
V roce 1992 vydalo polské nakladatelství uměleckých knih "Correspondanse des Arts (Lodž) knihu Jacob Böhme s originálními Podolczakovými lepty integrovanými do ručně kresleného papíru o délce 8 metrů. Kniha byla mimořádně úspěšná na mezinárodních knižních veletrzích a byla oceněna bronzovou medailí v soutěži Nejlepší kniha světa na knižním veletrhu ve Frankfurtu v roce 1994, cenou Walter Tiemann Prize na knižním veletrhu v Lipsku ve stejném roce a cenou Cena za nejlepší knihu roku od Asociace polských vydavatelů knih (Varšava) v roce 1992. Kniha se zúčastnila první výstavy Ukrajiny na bienále umění v Sao Paulu v Brazílii (1994). V roce 1995 vydalo polské nakladatelství „Artistic Book Museum“ Podolczakovu knihu Gilgameš s texty Craiga Raineho.

### Mazochova nadace
V roce 1991 založil společně s Igorem Djuryčem a Romanem Viktjukem tvůrčí sdružení Fond Mazocha, které se vyznačovalo řadou provokativních uměleckých akcí v letech 1994 až 2004 ve Velké Británii (2001, Nejlepší umělci 20. století "), na Ukrajině (2001, Brand Ukrainian (kurátor: Jerzy Onuc); 2000, Poslední turné na Ukrajině; 1998, Besprediel s/masochism; 1995, „ Čerstvé noviny pro... (kurátor: Marta Kuzma); 1994, Mauzoleum pro prezidenta; 1993, Umění ve vesmíru), Rusko (1997, Bespredel of humanism (Vladivostok, koproducenti: Dmytro Kulikov a Tymofij Sergeicev); 1995, Poslední židovský pogrom (Moskva, galerie Gelmana) a Německo (1995, Šťastný den vítězství, pane Müllere, Berlín).

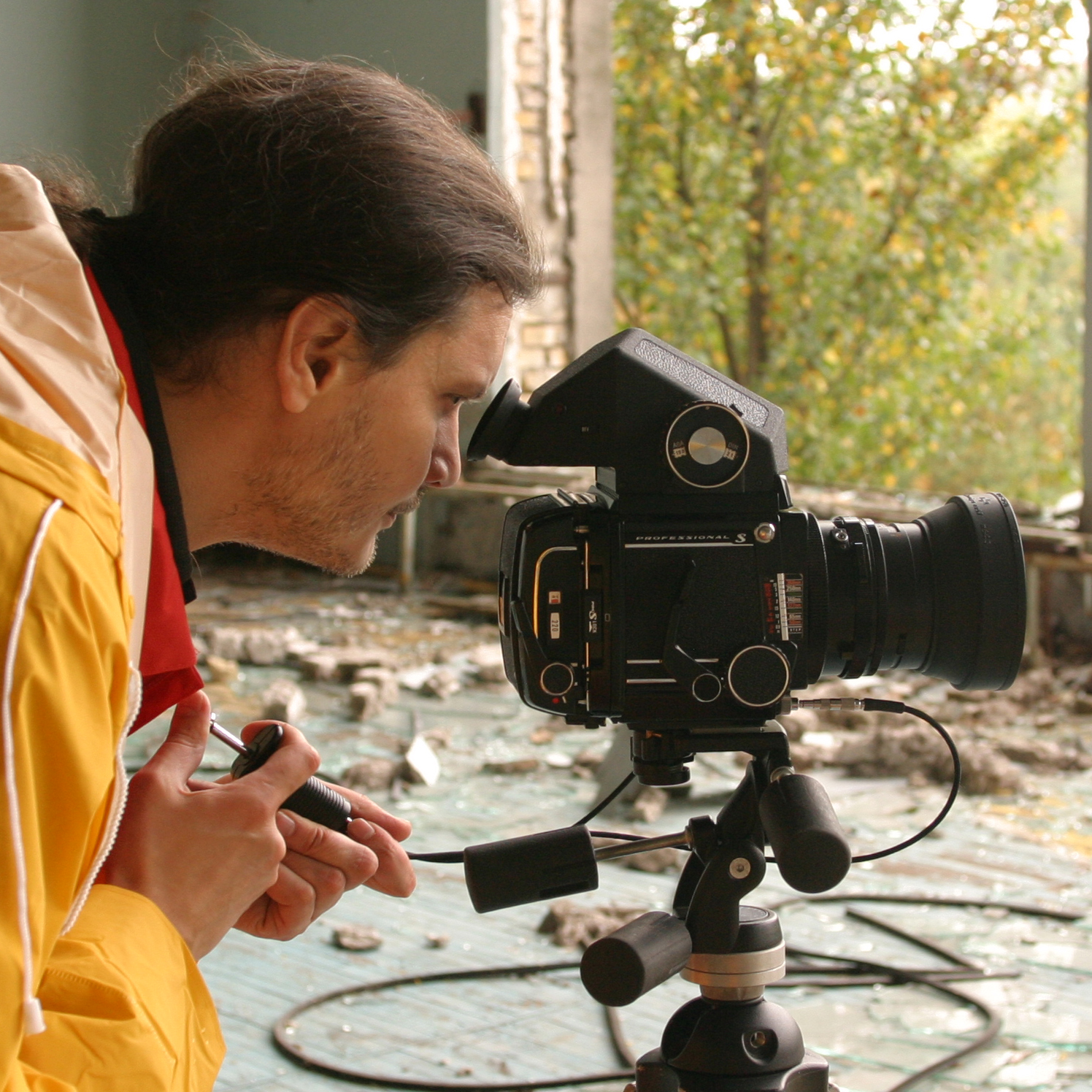
Černobyl, říjen 2004

## Výstavy a sbírky
Vystavovat začal v roce 1985. Účastnil se více než 150 mezinárodních výstav. Autor četných projektů v oblasti výtvarného umění, laureát 25 mezinárodních výstav v Kanadě, USA, Jižní Koreji, Lotyšsku, Polsku, Norsku, Španělsku, Ukrajině. 25 osobních výstav umělce se uskutečnilo v Benátkách, Londýně, Mohuči, Kyjevě, Mnichově, Lodži, Bayreuthu, Braidwoodu (Austrálie), Soulu, Tsefadi (Izrael), Moskvě, Lvově, Haifě, Hobartu, Cadaqués, Paříži, Koninu, Poznani, Gross- Gerau (Německo).
Jednou z osobních výstav byla vůbec první umělecká výstava ve vesmíru, která se uskutečnila na ruské orbitální stanici Mir 25. ledna 1993. Vystaveny byly dva lepty od Podolčaka. Výstava byla realizována za účasti ruských kosmonautů Sergije Vasiloviče Avdějeva a Anatolije Solovjova. Registrace projektu byla provedena na videu (5 min.). Tato výstava byla součástí projektu Art in Space, který poprvé reprezentoval Ukrajinu (kurátorka Marta Kuzma) na Bienále umění v Sao Paulu v Brazílii v roce 1994.
Podolčakova díla jsou ve 26 muzeích a veřejných sbírkách v Austrálii, Bosně a Hercegovině, Velké Británii, Izraeli, Itálii, Kubě, Makedonii, Německu, Norsku, Polsku, Rusku, USA, Francii, Ukrajině, Egyptě, zejména:
- Francouzská národní knihovna, Paříž
- Muzeum Block. Severozápadní univerzita. Evanston, Illinois, USA
- Britská knihovna. Londýn
- Hradní muzeum. Malbork, Polsko
- Gutenbergovo muzeum. Mainz
- Muzeum výtvarných umění. Chmelnyckyj
- Muzeum moderního umění v Haifě, Izrael
- Mezinárodní galerie portrétů. Tuzla, Bosna a Hercegovina

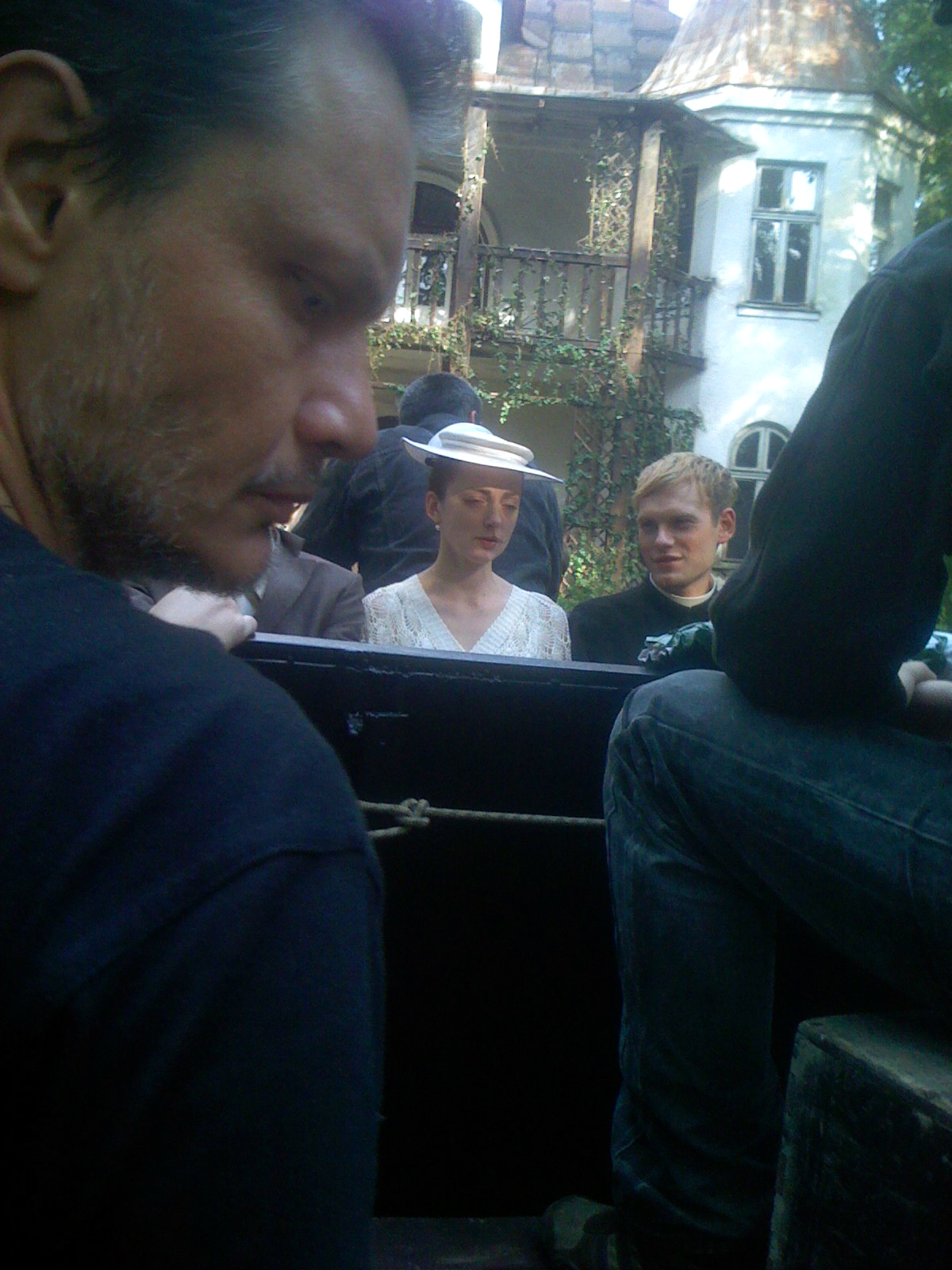
Místo natáčení filmu Delirium, obec Brjuchovyči, září 2008

## Kurátorské projekty
1989–2004 byly roky aktivní kurátorské činnosti. Při přípravě a realizaci svých projektů spolupracoval Podolčak s Lvovským muzeem dějin náboženství, které poskytlo prostory a organizační prostředky. Právě v tomto muzeu zorganizoval první mezinárodní bienále grafiky Interdruk (Interprint) v SSSR. Výstava se konala ve dvou vydáních (1989 a 1991). Interdruk v roce 1991 se kvalitou, kvantitou a geografickou polohou vyrovnal nejlepším výstavám v Evropě. – více než 190 účastníků ze 43 zemí světa. V roce 1992 uspořádal řadu osobních výstav zahraničních umělců na Ukrajině: Herman Hebler (Norsko), Oded Feingersch (Izrael), Cosette de Charmo Archivováno 30. 7. 2021 na Wayback Machine. (Francie), John McQueeny (Austrálie), Emma Andievska (Německo), Kodži Ikuta (Japonsko) a ukrajinští umělci v zahraničí – Ukrajinští nezávislí umělci, New York (1990); Moderní ukrajinská grafika, Fredrikshad, Norsko (1991); Moderní mezinárodní grafika Moskva (1991); řada tematických výstav ve Lvově (moderní britská, izraelská a norská grafika; moderní americké umění, 1991). V roce 1993 uspořádal vzpomínkovou výstavu Bruno Schultz, v roce 1995 výstavu Konceptuální projekt Masochova pomníku, na které se podílelo 11 umělců ze 7 zemí světa. V roce 1998 byl zahájen výstavní a nakladatelský projekt Corpus Delicti. Posterotická umělecká fotografie ». Na projektu se podíleli umělci z Ukrajiny, Rakouska, Velké Británie, Francie a USA. Timofej Sergeicev a Dmytro Kulikov působili jako koproducenti.
V roce 2004 spolu s Ihorem Dyryčem (pod názvem Institut aktuální kultury) zorganizoval v Kyjevě Čas mecenata Archivováno 29. 9. 2012 na Wayback Machine. (charitativní aukci).
Aukce se konala v nedokončených prostorách Národního muzea umění Ukrajiny (ulice Hruševskovo 3, budova je zdemolována). Cílem projektu bylo přitáhnout pozornost veřejnosti k problému tvorby sbírky ukrajinského umění z období samostatnosti a pokusit se najít možnost financování takové sbírky. Na projektu se podíleli významní umělci Ukrajiny – umělci (Olexandr Hnylyckyj, Viktor Maruščenko, Serhij Bratkov, Anatol Stepanenko, Oleksandr Roitburd, Pavlo Makov, Ilja Čyčkan), spisovatelé (Jurij Andruhovych, Jurij Pokalčuk), skladatel (Olexandr Ščetynskyj, Roman Viktjuk, Jurij Illenko, režiséři, Oles Sanin, Dmytro Bogomazov). Přestože někteří kritici vnímali Čas patrona poměrně skepticky, pořadatelům se přesto podařilo peníze získané během aukce použít na nákup děl moderních ukrajinských umělců a jejich převedení do sbírky Národního muzea umění Ukrajiny jako Veřejná sbírka moderního ukrajinského umění.

## Kinematografická kreativita
Nejzářivější představitel nejčistšího uměleckého domu ukrajinské kinematografie – se zvláštním výtvarným a estetickým akcentem, který je ovšem základem autorovy vizuální, kurátorské a propagační práce.

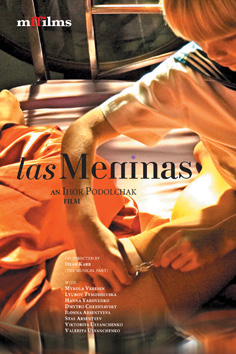
Plakát Las Meninas

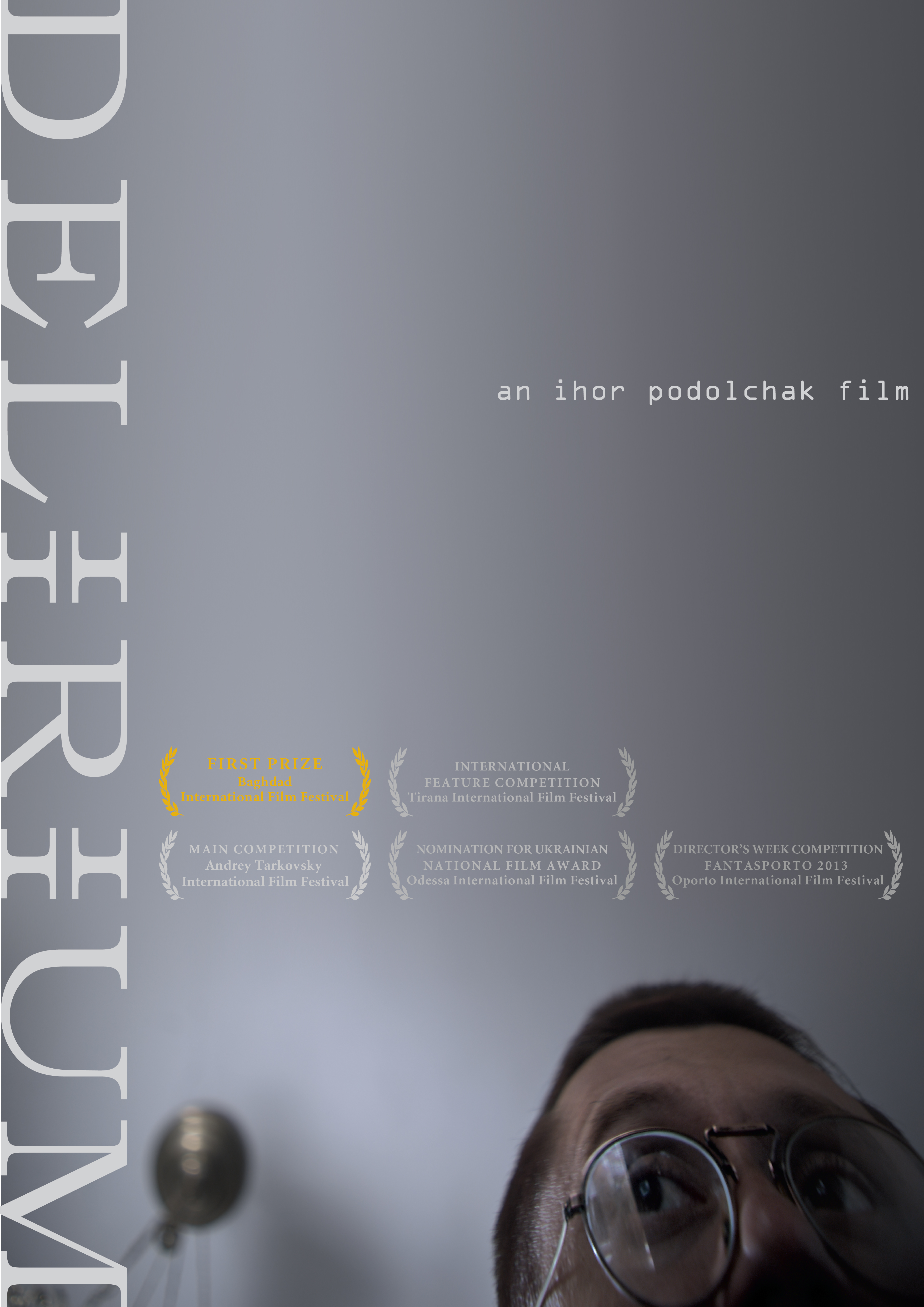
Plakát Delirium

Oba Podolčakovy filmy mají společné rysy – odklon od narativu, antropologie hermetických světů, vyvážená konstrukce rámu, nečekané úhly záběru, svoboda disjunktivních úsudků a extrémní „dialekticismus“ v přístupu k reprezentaci časoprostoru. Podolčak používá, slovy Deleuze, „krystalický režim obrazu“, kdy „aktuální je odtrženo od jeho motorických pokračování, skutečné – od svých právních souvislostí a virtuální je ze své strany odděleno od svých vlastních aktualizací a získává nezávislou hodnotu“. Prostory Las Meninas a Delirium unikátní tím, že jsou husté, těžko pohyblivé, fatálně unavují jak postavy, které se na nich pohybují, tak i diváky, kteří je sledují, což zase zrcadlí dobu „konce dějin“, její náměsíčnost, impotenci, bolest, beznaděj.
Podolčaka zajímá především lidské vědomí, proto jeho díla připomínají bolestné sny, s jungovskými motivy a převahou obrazu nad slovy. Sám režisér navíc své filmy nejraději srovnává s abstrakcí v malbě a vyhýbá se jakýmkoli jednoznačným interpretacím.

### Las Meninas
Las Meninas (2008, Ukrajina) je celovečerní debut. Světová premiéra se konala na Mezinárodním filmovém festivalu v Rotterdamu 25. ledna 2008 v soutěžním programu. Film se zúčastnil 27 mezinárodních filmových festivalů, z toho 10 v soutěžním programu, na dalších v oficiálním programu.
Ukrajinská premiéra se konala 9. června 2009 v rámci Evropského filmového festivalu v Kyjevě. Uvedení filmu do kin na Ukrajině se uskutečnilo 5. října 2009. V hodnocení „Výsledky ukrajinského filmového procesu-2011“, které provádí Úřad ukrajinské filmové žurnalistiky (BUK) a Národní svaz kameramanů Ukrajiny (NSKU), byl film Las Meninas zařazen do první dvacítky v kategorii „Nejlepší ukrajinské filmy 1992–2011“.

### Delirium

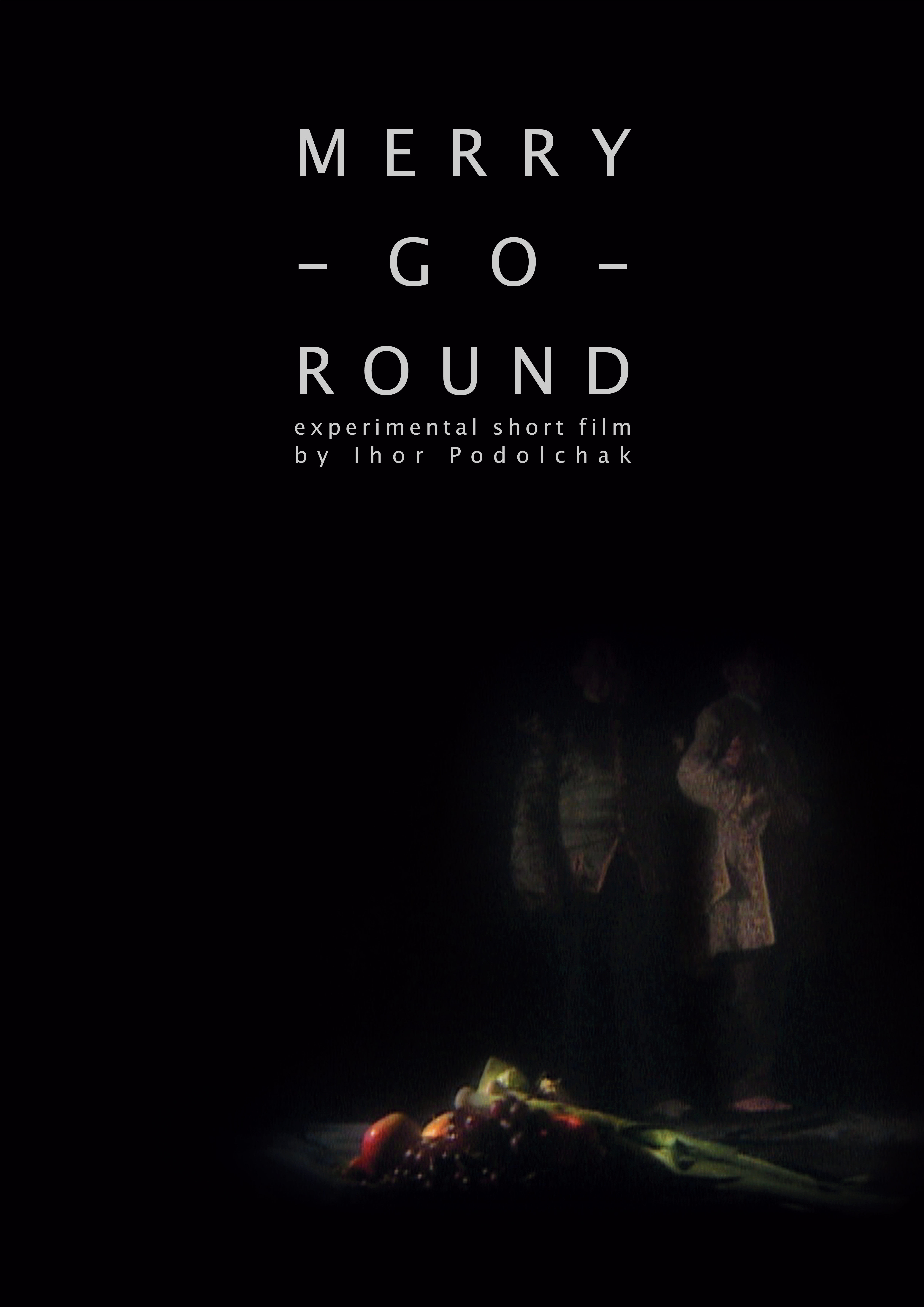
Plakát Kolotoče

Delirium (2012, Ukrajina, Česká republika) – Podolčakův druhý celovečerní film. Scénář filmu vychází z románu „Inducer“ ukrajinského spisovatele a novináře Dmytra Beljanského. Natáčení filmu pokračovalo v letech 2008–2010 rok Podle Afiša@Mail. Ru film Delirium byl zařazen do hodnocení "Top-10 ukrajinských filmů roku 2012". Světová premiéra se uskutečnila 4. března 2013 v soutěžním programu „Týden režisérů“ na mezinárodním filmovém festivalu „Fantašsport – 2013“, Porto, Portugalsko. Na Mezinárodním filmovém festivalu v Bagdádu (2013) byl film oceněn „První cenou“.

### Kolotoč
Kolotoč (2017, Ukrajina, Polsko, 5 minut) je krátký hraný film. Producenty filmu spolu s Ihorem Podolčakem byli Ihor Djuryč, Lilija Mlynaryč; koproducenti: Maksym Asadčij a Serhij Niedzelskyj. Ředitel operátor – Serhij Mycalčuk, umělec a režisér – Svitlana Makarenko. Hudbu k filmu vytvořil Oleksandr Shchetynsky. Světová premiéra filmu se uskutečnila 9. července 2017 v Austrálii v rámci MFF v Perthu „Revelation“. Film byl nominován na cenu za nejlepší ukrajinský krátký film na Mezinárodním filmovém festivalu v Oděse.
Kolotoč byl součástí soutěžních programů Fantasporta – Mezinárodní filmový festival v Portu, Portugalsko, Mezinárodní filmový festival Scepto, Itálie a oficiálního programu na filmovém festivalu v Brisbane, Austrálie, Mezinárodní filmový festival Braunschweig, Německo.

## Jiná činnost

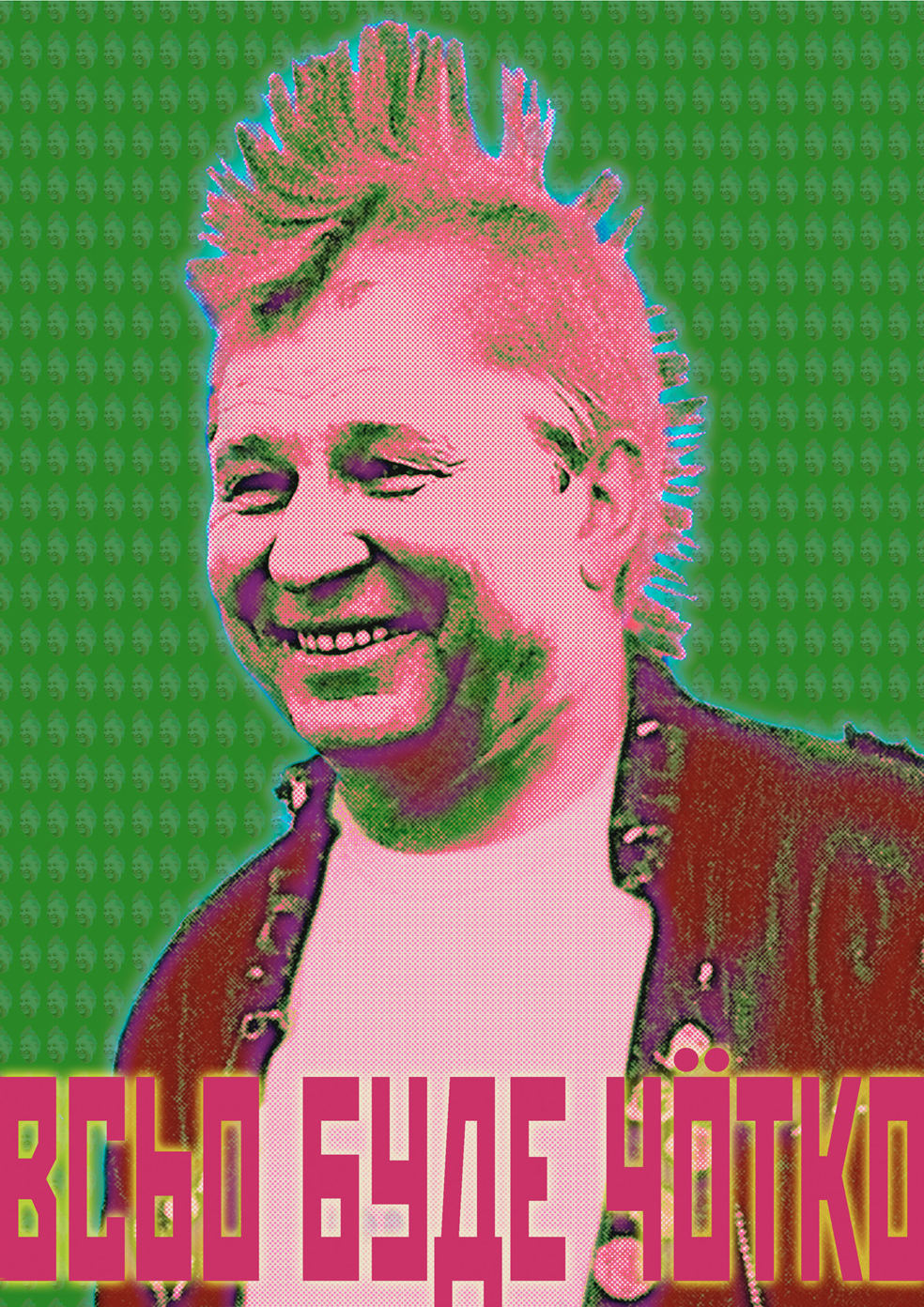
Plakát, prezidentské volby na Ukrajině, 1999

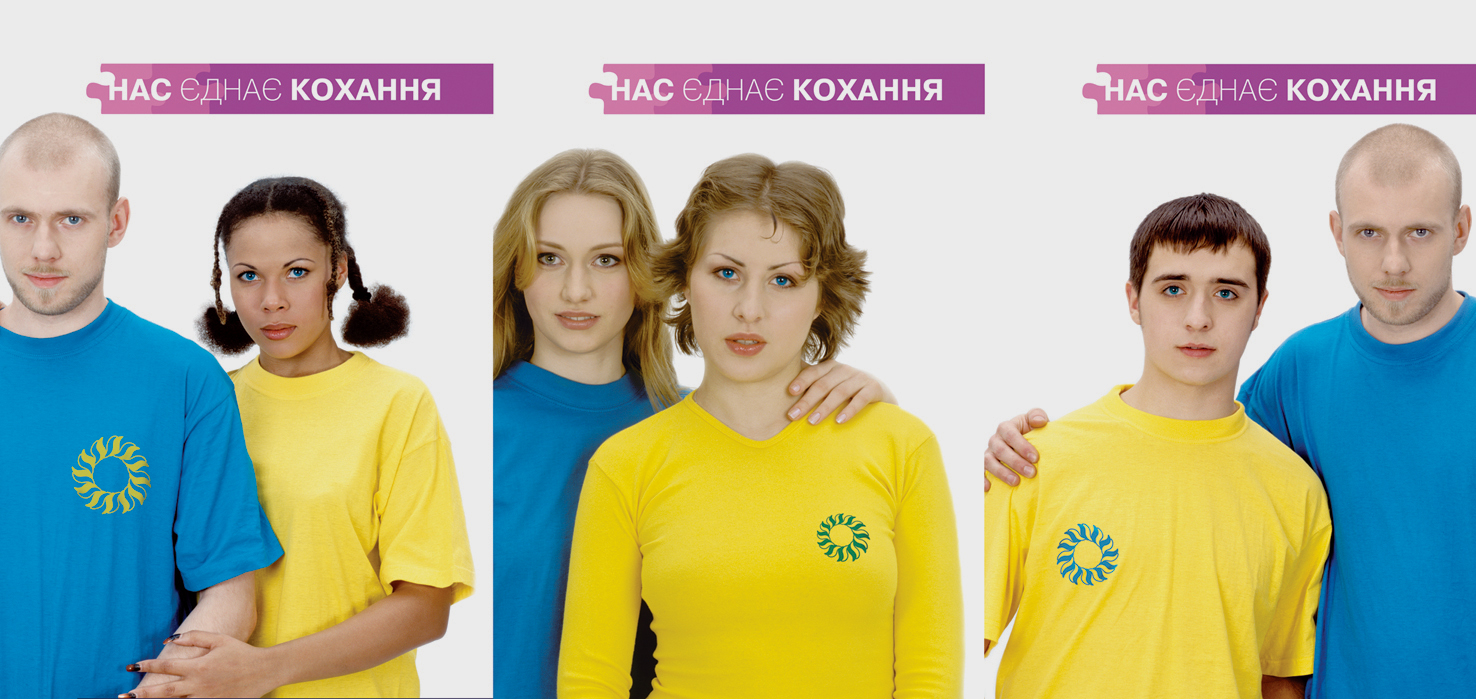
Série plakátů, volby do Nejvyšší rady, 2002

Od roku 1997 se věnuje rozvoji politických volebních kampaní na Ukrajině a v Rusku (1997 – volby do Moskevské městské dumy, volby do Přímořské oblastní dumy, Vladivostok, 1997). Autor (spolu s Ihorem Djuryčem) vývoje obrazové složky politických, volebních kampaní na Ukrajině (Prezidentské volby Ukrajiny 1999 (L. Kučma), 2002 – volby do Nejvyšší rady Ukrajiny (volby bloku Za sjednocenou Ukrajinu!), 2002 – volby do Nejvyšší rady Ukrajiny (kandidát O. Sagur), Prezidentské volby Ukrajiny 2004 (V. Janukovyč (Protože...), 2006 – volby do Nejvyšší rady Ukrajiny (Lytvynský lidový blok (MY)), 2008 – volby starosty Kyjeva (V. Pylypyšyn).
Podolčakova díla Všechno bude dobré (Svatba, 1999), A koupíte si ukrajinštinu (1999), Všechno bude jasné (Kučma punk, 1999) se stala klasikou žánr politického volebního plakátu). V roce 2002 poprvé v politické reklamě (Za sjednocenou Ukrajinu!) Podolčak a Djuryč použili homosexuální motivy (série plakátů Láska nás spojuje).
Na volebních kampaních spolupracoval s Timofejem Sergeicevem, Dmytrem Kulikovem, Vadymem Omelčenkem, Kostem Bondarenkem, Valerijem Todorovským nebo Olesem Saninem.
Byl členem porot mezinárodních výstav a festivalů:
- 2011 – Wiz-Art Mezinárodní festival krátkých filmů, Lvov
- 1997 – Bienal de San Juan del Grabado Latinoamericana v del Caribe, San Juan, Portoriko
- 1996 – Mezinárodní trienále umění, Majdanek
- 1988, 1990 – Interprint. Mezinárodní bienále grafiky, Lvov

V roce 1991 přednášel na australských univerzitách v Hobartu, Launcestonu (Tasmánie), Melbourne a Canbeře.

## Vybraná ocenění a nominace
Ocenění:
- 2013 "První cena", Mezinárodní filmový festival Bagdád[41]
- 1995 "Cena",[42] Trienále grafiky, Fredrikstad, Norsko
- 1990 "Cena Lotyšské unie umělců", Trienále miniaturní grafiky, Riga
- 1990 „První cena za grafiku“, výroční výstava umění, Marietta, Georgia, USA
- 1989 "Diplom", Mezinárodní bienále umění "Impreza", Ivano-Frankivsk
- 1988 "Prix Ex Aequo",[43] Mezinárodní bienále grafiky, Krakov
- 1987 "Medal of Honor", Malé formy grafiky, Lodž

nominace:
- 2017 "Nejlepší ukrajinský krátký film", Mezinárodní filmový festival v Oděse
- 2013 "Národní filmová cena", Mezinárodní filmový festival Oděsa
- 2013 „Nejlepší režie“ Soutěž „Týden režisérů“, Mezinárodní filmový festival „Fantasy Sport“, Porto, Portugalsko
- 2009 "Cena",[44] filmový festival v Terstu
- 2008 "Tiger",[45] Mezinárodní filmový festival v Rotterdamu
- 2008 Ocenění FIPRESSI, Mezinárodní filmový festival Transylvánie, Rumunsko
- 2008 "Cena – Eastern panorama",[46] Mezinárodní filmový festival "Artfilm", Slovensko